# チャイルズ
チャイルズは、ラサール石井がプロデュースしたお笑い女性アイドルグループ。石井光三オフィス所属。

## 来歴
1985年「劇団七曜日」の劇団員だった3人で結成。メンバーの3人は「チャイルズ」をchildの複数形だと思っていたが、実際はそうではない (children) ことにラサール石井がうっかり気づかずそのまま許可してしまったらしい。
『森田一義アワー 笑っていいとも!』（フジテレビ）に5代目いいとも青年隊としてレギュラー出演（1987年10月 - 1989年3月）。
1988年に『恋は魚河岸のごとく』（ビクター）でレコードデビュー。翌年アルバム『CHILD'S PARADISE』（ビクター）をリリース。1989年6月23日にはナムコからチャイルズとタイアップしたファミコン用RPGソフト『ラサール石井のチャイルズクエスト』が発売された。
1992年11月30日に解散。

## メンバー
- きりこ（磯野貴理子（いその きりこ）→磯野貴理（いその　きり）・改名→磯野貴理子（いその きりこ）・再改名、1964年2月1日 - ） 三重県出身、血液型A型
- りん（久留龍子（ひさどめ りょうこ）、1964年5月2日 - ） 熊本県出身、血液型B型
- ゆうこ（茂原裕子（もはら ゆうこ）、1967年11月25日[1] - ） 
  - 神奈川県横浜市出身[1]、血液型O型
  - 神奈川県立旭高等学校卒業[1]
  - 1987年当時公表のプロフィールでは、趣味はバレーボールとテニス[1]。特技はペコちゃんの物真似[1]。弟がいる[1]。

## ディスコグラフィー
いずれもビクターエンタテインメントから発売

### シングル
1. 恋は魚河岸のごとく（1988年4月21日）
2. チカちゃん（1988年8月21日）
3. レベルUP! ときめいて 〜チャイルズクエスト〜（1989年6月7日。作詞：神田桃、作詞補：山本伊織。作曲：小沢純子・弓達公雄。編曲：根岸貴幸）

### アルバム
- CHILD'S PARADISE（1989年8月21日）
  - (1)恋は魚河岸のごとく
  - (2)シャボン
  - (3)そんじょそこらの物語
  - (4)レベルUP!ときめいて〜チャイルズクエスト〜
  - (5)BANG!BANG!ジンジン1up(ロングバージョン)
  - (6)花のチャイクエ音頭
  - (7)チカちゃん
  - (8)DA・DA・DA
  - (9)Smile for me
  - (10)組曲「恋する3人」〜かわいそうな…うた(いちばん)〜BOYISH GIRL〜真赤な青リンゴ〜かわいそうな…うた(にばん)
  - (11)さよならから始めよう

## 出演

### テレビ番組
- オレたちひょうきん族（フジテレビ）
- FNSスーパースペシャル 1億人のテレビ夢列島'88（1988年 フジテレビ）
- うるとら7:00（日本テレビ）
- 華やかな誤算（TBS）

### ラジオ番組
- サタディナイトラヴ とびだせ! ASSSA CLUB（文化放送）
- 超電動!?チャイルズパラダイス （シンセン☆キラキラナイト金曜、1988年10月 - 1989年9月　青森放送、秋田放送、山形放送、山口放送、高知放送）